# 22 Dywizja Piechoty Armii Krajowej
22 Dywizja Piechoty AK (22 DP AK) – wielka jednostka piechoty Armii Krajowej.
Zgodnie z założeniami planu Burza, wyrażonymi w rozkazie z września 1942, oddziały partyzanckie miały zostać odtworzone na podstawie Ordre de Bataille Wojska Polskiego sprzed 1 września 1939 roku.
W wyniku przeprowadzania akcji odtwarzania przedwojennych jednostek wojskowych, w 1944 powstała 22 Dywizja Piechoty AK „Jarosławska”.

## Struktura organizacyjna
- 38 pułk piechoty AK (Podokręg Rzeszów AK)
- 39 pułk piechoty AK (Okręg Kraków AK).